# Hoàng Mộng Oánh
Hoàng Mộng Oánh (sinh ngày 6 tháng 12 năm 1990), tại Thành Đô, Tứ Xuyên, là một nữ diễn viên người Trung Quốc. Năm 2009, cô thi đỗ vào khoa biểu diễn của Học viện Điện ảnh Bắc Kinh.
Sự nghiệp: Khi Hoàng Mộng Oánh học tiểu học ở Bành Châu vượt qua bài kiểm tra, được bồi dưỡng nghệ thuật, và điều này khiến cho nghề nghiệp diễn viên của cô một nền tảng tốt. Năm 2009, Hoàng Mộng Oánh thi vào học viện Bắc Kinh biểu diễn hệ chính quy, ở trường, cô liền bộc lộ hết tài năng, được Dương Mịch nhìn trúng, thành công kí kết hợp đồng cùng Dương Mịch.
Năm 2012, cô đóng vai Tĩnh Viện trong bộ phim Thịnh Hạ Vãn Tình Thiên của Dương Mịch và Lưu Khải Uy, đây cũng là tác phẩm đầu tiên mà cô tham gia biểu diễn.
Năm 2016, cô đóng vai Chiêu nhân công chúa Tố Cẩm trong bộ phim Tam sinh tam thế thập lý đào hoa, cùng năm cô vào vai Đóa Hà trong phim Túy Linh Lung.
28 tháng 4 năm 2019, cô tham gia vào bộ phim Trùng khởi chi cực hải thính lôi của Nam Phái tam thúc, trong phim cô đóng vai cô gái câm.

## Phim ảnh và chương trình

### Truyền hình
| Năm  | Phim                             | Vai            | Bạn diễn                                                   | Số tập |
| ---- | -------------------------------- | -------------- | ---------------------------------------------------------- | ------ |
| 2012 | Thịnh Hạ Vãn Tình Thiên          | Tĩnh Viện      | Dương Mịch, Lưu Khải Uy                                    | 46     |
| 2013 | Hồng tửu tiếu giai nhân          | Đàm Y Na       |                                                            |        |
| 2014 | Cố sự nhà mẹ đẻ 4                | Hà Tiểu Tây    |                                                            |        |
| 2014 | Hoàng kim huyết đạo              |                |                                                            |        |
| 2014 | Lượng sắc nhân sinh              | Âu Đại Chí     |                                                            |        |
| 2014 | Tình yêu trở về                  |                |                                                            |        |
| 2014 | Đỗ Tâm Ngũ truyền kỳ             | An Ngọc Lan    | Hà Thịnh Minh                                              |        |
| 2015 | Quyết luyến khuyết ca            | Ngải Liên      |                                                            |        |
| 2015 | Ngự tỷ trở về                    | Hà Thanh Thanh |                                                            |        |
| 2016 | Nữ cảnh sát và cảnh khuyển       | Nghê Na        | Hầu Mộng Tọa, Vu Hòa Vỹ, Kim Mỹ Linh, Hạ Phạm              | 44     |
| 2017 | Tam sinh tam thế thập lý đào hoa | Tố Cẩm         | Dương Mịch, Triệu Hựu Đình, Địch Lệ Nhiệt Ba, Cao Vỹ Quang | 58     |
| 2017 | Túy Linh Lung                    | Đóa Hà         | Lưu Thi Thi, Trần Vỹ Đình                                  | 56     |
|      | Nhân lúc chúng ta còn trẻ        | Kỷ Huyến Lệ    |                                                            | 38     |
|      | Sở Kiều truyện                   | Tiêu Ngọc      | Triệu Lệ Dĩnh, Lâm Canh Tân, Đậu Kiêu, Lý Thấm             | 58     |
| 2019 | Cú lội ngược dòng                | Cao Mật        |                                                            |        |
| 2020 | Trùng Khởi chi cực hải thính lôi | Cô gái câm     | Chu Nhất Long, Hồ Quân, Hoàng Tuấn Tiệp, Trần Minh Hạo     |        |

### Điện ảnh
14 tháng 2 năm 2014, cô tham gia vai phụ bộ phim Tiền nhiệm công lược.

### Tổng nghệ
| Thời gian            | Kênh           | Tên chương trình               | Ghi chú |
| -------------------- | -------------- | ------------------------------ | ------- |
| 12 tháng 10 năm 2019 | Tencent        | Đại hội thể thao siêu tân tinh |         |
| 22 tháng 01 năm 2017 | Chiết Giang TV | Vương bài đối vương bài        |         |

## Giải thưởng
- 1 tháng 1 năm 2018, Tại Quốc kịch thịnh điển, cô nhận giải thưởng ở hạng mục truyền thông đề cử.
- 2 tháng 12 năm 2017, Tại Đêm gào thét Iqiyi, cô nhận giải thưởng ở hạng mục diễn viên ấn tượng